# Солобоево
Солобоево — село в Исетском районе Тюменской области, центр Солобоевского сельского поселения. Основано в 1790 году. Названо по фамилии одних из первых поселенцев села.
Действует школа,  есть отделение почты. Функционирует фельдшерско-акушерский пункт.
В селе функционирует Дом культуры имени В. М. Пачежерцева. Действует Георгиевский храм. 

## Расположение
Расположено на речке Юзя перед впадением её в реку Исеть. На севере села проходит межрайонная дорога 71Н-1908 (Исетск — Упорово). 
Мимо села проходит трасса Р-254, проходящая, в том числе, между Тюменью и Курганом.

## Население
| 2010 |
| ---- |
| 1204 |

## История
Первыми поселенцами-основателями села были Бородины, Зябловы и Солобоевы. Село было старообрядческое (двоедане).